# نوایا لادوگا
شهر نوایا لادوگا (به روسی: Новая Ладога) در کشور روسیه و در اوبلاست لنینگراد واقع شده‌است.